# Церква Різдва Христового (Новосільці)
Церква Різдва Христового в Новосільцях — дерев'яний храм у селі Новосільцях Ходорівської громади Стрийського району Львівської области України. Пам'ятка архітектури місцевого значення.

## Історія
Будівництво дерев'яного храму завершили в 1777 році, в його реставрація здійснена в 1924 році. Саме тоді церква належала до Ходорівського деканату. 2024 року церковна покрівля над бабинцем та навою обвалилася.
У 1995—2007 роках був зведений мурований храм Успіння Пресвятої Богородиці.
Кількість парафіян: 1832 — 533, 1844 — 520, 18454 — 353, 1864 — 578, 1874 — 636, 1884 — 636, 1894 — 623, 1904 — 340, 1914 — 1.080, 1924 — 890, 1936 — 909.

## Парохи
- о. Яків Шведзицький (1832—1846),
- о. Григорій Хомин (1876—1878, адміністратор),
- о. Віктор Соколовський (1878—1893),
- о. Епіфаній Роздольський (1893—1894, адміністратор),
- о. Корнилій Скоморовський (1894—1920),
- о. Микола Мельничин (1920—1924),
- о. Ярослав Глинський (1925—1944).